# آلي ديك
آلي ديك (بالإنجليزية: Ally Dick)‏ (25 أبريل 1965 بإستيرلينغ في المملكة المتحدة - ) هو لاعب كرة قدم إسكتلندي في مركز الوسط. لعب مع أياكس أمستردام وتوتنهام هوتسبير وFalcons 2000 SC ‏ ونادي ألوا أثليتيك وهايدلبرغ يونايتد ‏ وFrankston Pines SC ‏ وSeven Stars F.C. ‏.

## وصلات خارجية
- آلي ديك على موقع الاتحاد الأوربي (الإنجليزية)
- آلي ديك على موقع عالم كرة القدم.نت (الإنجليزية)